# 錫質平
錫質平（德語：Hilber Jakob，1917年—1985年3月28日），白冷外方傳教會神父，在臺灣臺東縣創立公東高工，以引進瑞士木工藝方式，幫助原住民學習一技之長，去世後被以排灣族頭目身分入葬。

## 生平
1953年10月12日，錫質平來到臺東，其因是去年花蓮縣巴黎外方傳教會神父費聲遠寫信給白冷會希望他們協助臺東地區的傳教工作。
剛開始錫質平分派在臺東縣大武鄉南興村傳教，看到村裡的排灣族年輕人農忙過後，總聚一起喝酒、聊天、醉倒路邊，又在台東市見到許多學子補習到很晚，便想以瑞士技職教育引進臺灣，因此寫建立私立高職的計畫書給白冷會總會，又寫了信寄給所有德語區的天主教會，請求教會鼓勵當時擁有瑞士木工、家俱設計等證照的青年到臺灣來當兩年義工，教導原住民青年學習木工技能製作家俱，至於交通、住宿、膳食等由他來設法負責。本來第一年他想要募集五名就好，結果應徵信就超過兩百名。
1960年9月，公東高工奉臺灣省教育廳核准設立，獲得瑞士天主教技師工會獲贈建築費外並獲選派技師來臺灣執教，分設機工科及傢具木工科。起初居民對於錫質平辦學是冷嘲熱諷，認為木工有何要到學校學的，但他不氣餒，先著手又拉又逼原住民青年在農忙期過後跟他到學校去，除了免費教他們木工技能外，並且提供宿舍。校友對創辦人的印象是一位一百八十公分高大漢，律己甚嚴，卻每晚為住校學生蓋被、替他們一一搓上香港腳藥膏，也會在學生攀折校園花木時，從大老遠飛奔過來賞人一拳。
公東高工是臺灣第一所教導製作家具的高職，其機器都是由捐獻而來。當時教育廳對工職學校授課時數規定每週實習課十二到十五小時，理論科三十小時，每班學生平均五十人，但公東高工在獲得教育單位准許後自1962年起，改採小班制，每班學生人數不超過二十人，將實習課增每週三十小時，理論科減為十五小時，卻因小班制學費收入減少，每年虧損，經費不足部份除獲得省教育廳部份補助外，大部份均係由國外教會、工人協會、慈善團體、國外工廠等捐贈。像白冷會神父雷化民在1963年開設的附設學徒班，除自己除了傾囊捐出外，還由父母勞保退休金贊助。至於錫神父會要求學生每天在實習工廠下課後，必須把工地清掃乾淨，且要很仔細地從地上撿起釘子，登記有多少支是直的、彎的，以訓練他們節約的習慣。1959年至1974年，共有廿一位德、奧、瑞專業技師不支薪地支援，推動成締造臺灣家具業盛況。
過去，臺東地區的長老教會與白冷教會信友間關係不融洽，白冷會修女馬惠仁就被長老會原住民教友喚為「魔鬼」。錫質平並不要求非得是天主教徒才方能擔任校長，讓黃清泰和簡安祥等兩位長老教會青年，先後接續擔任該校校長。黃清泰為台北工專化工科畢業，在台東女中教化工，1960年轉來此校繼續教化工，後來還遠赴國外學習木工，回公東高工後翻譯德國技術範本作為木工科教材。
錫質平創校的目的就是幫助許多台東原住民青年不是靠文憑主義，能透過木工技能而兼差工作，幫助家庭生活之需，改變了他們以為的未來。1960年代末，經濟部中小企業處為應各地縣市工商發展投資策進會，協助推動木器加工專業區，就派職員張鈞前往公東高工了解錫質平的辦學成果。1969年5月，臺灣省教育廳開始實施讓應屆高職生，可申請保送台北工專深造。公東高工學生常在國際技能競賽中拿過木工家俱競賽冠軍，也能一批批保送到師範大學和台北工專。
錫神父原本在1980年有意引進瑞士鐘錶技能，但瑞士鐘錶大師勘查了環境之後，表示臺灣氣候太潮濕，不適宜發展，因而作罷。
1982年，錫質平回瑞士去籌款時，才在家鄉的醫院發現已是腎臟癌末期，為此院方要留他住院治療，但他自己趕往機場回臺灣，讓當時從羅馬來看望的單國璽撲空。1984年，錫神父將家人給的臺幣75萬醫療費以弟弟「錫安東」之名捐出，還修建了公東高工籃球場。錫質平說自己是臺灣人，要死也要死在臺東。
1985年3月28日下午2時20分，錫質平去世，享壽68歲，由排灣部落族在頭目帶領下，將其遺體身體扛回南興村，安葬在本是頭目要用的墓穴中。

## 身後
公東高工校園豎立著錫神父站立銅像作紀念。
2012年12月29日，作家范毅舜在公東教堂舉行新書《公東的教堂》發表會，說一座快被世人遺忘的美麗教堂都能寫出一本書，但我們生活周遭，還有多少被視為理所當然、卻被忽略的人事物？並舉了當年錫質平神父病入膏肓之際，仍堅持在聖堂上做彌撒為例。